# Joe Madureira
Joseph Madureira soprannominato Joe Mad! (Filadelfia, 3 dicembre 1974) è un fumettista statunitense, conosciuto in particolare per aver disegnato la serie a fumetti Marvel Comics Uncanny X-Men e per il suo fumetto fantasy Battle Chasers.

## Biografia
Dopo essersi diplomato alla scuola specialistica di New York, High School of Art and Design Joe fu notato dalla Marvel, che lo assunse all'età di soli 16 anni.
Il suo primo lavoro ad essere pubblicato fu una storia di otto tavole per la serie Marvel comics presents incentrata su Northstar. Negli anni seguenti, Madureira completò svariati lavori incentrati sugli X-Men, e nel 1994 divenne il disegnatore regolare di Uncanny X-Men, una delle serie più venduta negli USA. Grazie a quest'incarico, ridisegnò le uniformi presenti nella saga L'era di Apocalisse, e creò nuovi costumi per la serie, dopo la saga di Onslaught, con un taglio simile allo stile dei manga.
Nel 1997 lascia la testata, con l'intenzione di dedicarsi a una sua serie personale, Battle Chasers per l'etichetta Cliffhanger di cui è uno dei creatori, insieme a J. Scott Campbell e Humberto Ramos. Il lavoro fu cancellato dopo i primi nove numeri, usciti in maniera incostante, sebbene i disegni - e i colori ad opera dello studio Liquid! - gli avessero fatto conquistare i primi posti nella classifica di vendita. Madureira decise dunque di abbandonare il mercato dei comics per passare al più remunerativo mondo dei videogiochi. Ha lavorato come concept artist ai videogiochi Dragon Kind per la Trilunar, Darksiders e Darksiders II per la THQ e Gekido per la NAPS team, a diversi progetti per la Exarch e la Tabula Rasa. Nel frattempo si è dedicato saltuariamente ad alcune pin-up e copertine per svariati fumetti, e ha disegnato alcune tavole del primo numero di Street Fighter.
Nell'agosto 2005 è stato annunciato il suo ritorno nel mondo dei comics, insieme allo scrittore Jeph Loeb, ad una delle testate più importanti della Marvel, Ultimates. Inoltre, proprio a testimonianza dell'amicizia, e della stima verso Jeph Loeb, ha collaborato al numero 26 di Superman/Batman, dedicato alla scomparsa del figlio dello scrittore, morto giovanissimo per una grave malattia.
Joe Madureira è considerato uno dei più abili disegnatori della sua generazione, ed ha il grande merito di aver concepito un nuovo stile, rielaborando l'insegnamento di Arthur Adams, uno dei suoi modelli, e riuscendo a fondere il dinamismo tipico dei manga ai canoni tipici dei comic book statunitensi. Il suo stile, in continua evoluzione, ha influenzato diversi disegnatori.